# Collegio elettorale di Bolzano (Senato della Repubblica)
Il collegio di Bolzano fu un collegio elettorale uninominale della Repubblica Italiana appartenente alla Circoscrizione Trentino-Alto Adige; fu utilizzato per eleggere un senatore della Repubblica dalla I alla XVII legislatura. Il collegio è stato sostituito, in occasione delle elezioni politiche del 2018, dal collegio uninominale Trentino-Alto Adige - 01.

## Storia
Il collegio venne creato nel 1948 secondo la legge n. 29 del 6 febbraio 1948 la quale, pur basandosi sull'impianto proporzionale in vigore per la Camera, rispetto a quest'ultima conteneva alcuni piccoli correttivi in senso maggioritario. Tale legge ebbe il suo definitivo perfezionamento col Testo Unico n°361 del 1957. Differentemente dalla Camera, la legge elettorale del Senato si articolava su base regionale, seguendo il dettato costituzionale (art.57). Ogni Regione era suddivisa in tanti collegi uninominali quanti erano i seggi ad essa assegnati. All'interno di ciascun collegio, veniva eletto il candidato che avesse raggiunto il quorum del 65% delle preferenze: tale soglia, oggettivamente di difficilissimo conseguimento, tradiva l'impianto proporzionale su cui era concepito anche il sistema elettorale della Camera Alta. Qualora, come normalmente avveniva, nessun candidato avesse conseguito l'elezione, i voti di tutti i candidati venivano raggruppati in liste di partito a livello regionale, dove i seggi venivano allocati utilizzando il metodo D'Hondt delle maggiori medie statistiche e quindi, all'interno di ciascuna lista, venivano dichiarati eletti i candidati con le migliori percentuali di preferenza.
Con il decreto del Presidente della Repubblica 28 febbraio 1948, n. 84, rettificante il decreto del 6 febbraio che stabiliva i comuni appartenenti al collegio, vennero assegnate al collegio le frazioni di Lauregno e Proves del comune di Rumo, inizialmente compreso nel collegio di Bolzano, che passò al collegio di Mezzolombardo.
Nel 1993, con la cosiddetta Legge Mattarella (Legge n. 276, Norme per l'elezione del Senato della Repubblica), attuata in seguito al referendum abrogativo del 1993, venne istituito per la Camera dei deputati e per il Senato della Repubblica un sistema di elezione misto, in parte maggioritario e in parte proporzionale. Il 75% dei parlamentari dell'assemblea veniva eletto in collegi uninominali tramite sistema maggioritario a turno unico; il restante 25% al Senato veniva eletto tramite recupero proporzionale dei più votati non eletti attraverso un meccanismo di calcolo denominato "scorporo", cioè sottraendo dal conteggio dei voti totali di una lista nella parte proporzionale i voti ottenuti dai candidati collegati alla medesima lista che erano eletti nei collegi uninominali con il sistema maggioritario.
Diversamente dal resto d'Italia, in Trentino-Alto Adige i collegi non vennero aboliti con la promulgazione della legge elettorale successiva, la cosiddetta Legge Calderoli, che per il resto d'Italia prevedeva un sistema proporzionale con premio di maggioranza, che al Senato veniva attribuito a livello regionale. Il Trentino-Alto Adige continuò pertanto fino all'attuale Legge Rosato ad eleggere i deputati con collegi uninominali, mantenuti seppur con nome diverso all'interno della Legge Rosato.

## 1948-1993

### Territorio
Il collegio di Bolzano era uno dei 6 collegi uninominali in cui era suddiviso il Trentino-Alto Adige; comprendeva i seguenti comuni: Aldino (dal 1958), Anterivo, Appiano sulla Strada del Vino, Bolzano, Bronzolo, Caldaro sulla Strada del Vino, Cortaccia sulla Strada del Vino, Cortina sulla Strada del Vino, Egna, Laives, Magrè sulla Strada del Vino, Montagna sulla Strada del Vino, Nalles, Ora, Salorno sulla Strada del Vino, Termeno sulla Strada del Vino, Trodena nel parco naturale e Vadena. Fino alle elezioni del 1987 ne hanno fatto parte anche i comuni di Andriano (dal 1958), Avelengo (dal 1958), Caines, Cermes, Cornedo all'Isarco, Gargazzone, Lagundo, Lana, Lauregno, Marlengo, Meltina, Merano, Postal, Proves, Rifiano, San Felice, San Genesio Atesino, Scena, Senale, Terlano, Tesimo, Tirolo, Valdagno (fino al 1958) e Verano.

### Dati elettorali

#### I legislatura
|                                                                                | Carlo Braitenberg ✔️ Eletto | Partito Popolare Sudtirolese  | 36 320 | 48,86 |  |  |  |  |  |
|                                                                                | Luigi Negri                 | Democrazia Cristiana          | 21 502 | 28,93 |  |  |  |  |  |
|                                                                                | Eugenio Rednich             | Fronte Democratico Popolare   | 8 888  | 11,96 |  |  |  |  |  |
|                                                                                | Giuseppe Disertori          | Partito Repubblicano Italiano | 4 079  | 5,49  |  |  |  |  |  |
|                                                                                | Alvise Fiorio               | Blocco Nazionale              | 3 541  | 4,76  |  |  |  |  |  |
| Totale                                                                         | Totale                      | Totale                        | 74 330 | 100   |  |  |  |  |  |
|                                                                                |                             |                               |        |       |  |  |  |  |  |
| Voti non validi                                                                | Voti non validi             | Voti non validi               | 3 958  | 5,06  |  |  |  |  |  |
| Votanti                                                                        | Votanti                     | Votanti                       | 78 288 | 87,50 |  |  |  |  |  |
| Elettori                                                                       | Elettori                    | Elettori                      | 89 476 |       |  |  |  |  |  |
|                                                                                |                             |                               |        |       |  |  |  |  |  |
| Nota: quorum del 65% non raggiunto; ripartizione dei seggi a livello regionale |                             |                               |        |       |  |  |  |  |  |
| Data: 18 aprile 1948                                                           |                             |                               |        |       |  |  |  |  |  |
| Fonte: Ministero dell'interno                                                  |                             |                               |        |       |  |  |  |  |  |

#### II legislatura
|                                                                                | Carlo Braitenberg ✔️ Eletto | Partito Popolare Sudtirolese            | 40 591 | 45,53 |  |  |  |  |  |
|                                                                                | Silvio Brisotto             | Democrazia Cristiana                    | 20 967 | 23,52 |  |  |  |  |  |
|                                                                                | Giuseppe Ferrandi           | Partito Socialista Italiano             | 13 604 | 15,26 |  |  |  |  |  |
|                                                                                | Delfino Adrizzone           | Movimento Sociale Italiano              | 6 100  | 6,84  |  |  |  |  |  |
|                                                                                | Cesare Bonatta              | Partito Socialista Democratico Italiano | 4 639  | 5,20  |  |  |  |  |  |
|                                                                                | M. Costanzia di Costigliole | Partito Nazionale Monarchico            | 3 244  | 3,64  |  |  |  |  |  |
| Totale                                                                         | Totale                      | Totale                                  | 89 145 | 100   |  |  |  |  |  |
|                                                                                |                             |                                         |        |       |  |  |  |  |  |
| Voti non validi                                                                | Voti non validi             | Voti non validi                         | 2 984  | 3,24  |  |  |  |  |  |
| Votanti                                                                        | Votanti                     | Votanti                                 | 92 129 | 95,03 |  |  |  |  |  |
| Elettori                                                                       | Elettori                    | Elettori                                | 96 945 |       |  |  |  |  |  |
|                                                                                |                             |                                         |        |       |  |  |  |  |  |
| Nota: quorum del 65% non raggiunto; ripartizione dei seggi a livello regionale |                             |                                         |        |       |  |  |  |  |  |
| Data: 7 giugno 1953                                                            |                             |                                         |        |       |  |  |  |  |  |
| Fonte: Ministero dell'interno                                                  |                             |                                         |        |       |  |  |  |  |  |

#### III legislatura
|                                                                                | Luis Sand ✔️ Eletto  | Partito Popolare Sudtirolese | 44 625  | 46,77 |  |  |  |  |  |
|                                                                                | Luigi Candido Rosati | Democrazia Cristiana         | 20 246  | 21,22 |  |  |  |  |  |
|                                                                                | Livia Battisti       | PSI - PSDI                   | 16 037  | 16,81 |  |  |  |  |  |
|                                                                                | Andrea Mitolo        | Movimento Sociale Italiano   | 10 902  | 11,43 |  |  |  |  |  |
|                                                                                | Carlo Bertacchi      | Partito Liberale Italiano    | 3 597   | 3,77  |  |  |  |  |  |
| Totale                                                                         | Totale               | Totale                       | 95 407  | 100   |  |  |  |  |  |
|                                                                                |                      |                              |         |       |  |  |  |  |  |
| Voti non validi                                                                | Voti non validi      | Voti non validi              | 6 480   | 6,36  |  |  |  |  |  |
| Votanti                                                                        | Votanti              | Votanti                      | 101 887 | 95,12 |  |  |  |  |  |
| Elettori                                                                       | Elettori             | Elettori                     | 107 109 |       |  |  |  |  |  |
|                                                                                |                      |                              |         |       |  |  |  |  |  |
| Nota: quorum del 65% non raggiunto; ripartizione dei seggi a livello regionale |                      |                              |         |       |  |  |  |  |  |
| Data: 25 maggio 1958                                                           |                      |                              |         |       |  |  |  |  |  |
| Fonte: Ministero dell'interno                                                  |                      |                              |         |       |  |  |  |  |  |

#### IV legislatura
|                                                                                | Luis Sand ✔️ Eletto  | Partito Popolare Sudtirolese            | 41 474  | 39,42 |  |  |  |  |  |
|                                                                                | Luigi Candido Rosati | Democrazia Cristiana                    | 21 459  | 20,40 |  |  |  |  |  |
|                                                                                | O. Lucchi            | Partito Socialista Italiano             | 13 812  | 13,13 |  |  |  |  |  |
|                                                                                | J. Raffeiner         | Partito Liberale Italiano               | 8 911   | 8,47  |  |  |  |  |  |
|                                                                                | D. Ardizzone         | Movimento Sociale Italiano              | 7 540   | 7,17  |  |  |  |  |  |
|                                                                                | D. Molignoni         | Partito Socialista Democratico Italiano | 7 230   | 6,87  |  |  |  |  |  |
|                                                                                | Livia Battisti       | Sinistra indipendente                   | 4 773   | 4,54  |  |  |  |  |  |
| Totale                                                                         | Totale               | Totale                                  | 105 199 | 100   |  |  |  |  |  |
|                                                                                |                      |                                         |         |       |  |  |  |  |  |
| Voti non validi                                                                | Voti non validi      | Voti non validi                         | 5 123   | 4,64  |  |  |  |  |  |
| Votanti                                                                        | Votanti              | Votanti                                 | 110 322 | 95,14 |  |  |  |  |  |
| Elettori                                                                       | Elettori             | Elettori                                | 115 952 |       |  |  |  |  |  |
|                                                                                |                      |                                         |         |       |  |  |  |  |  |
| Nota: quorum del 65% non raggiunto; ripartizione dei seggi a livello regionale |                      |                                         |         |       |  |  |  |  |  |
| Data: 28 aprile 1963                                                           |                      |                                         |         |       |  |  |  |  |  |
| Fonte: Ministero dell'interno                                                  |                      |                                         |         |       |  |  |  |  |  |

#### V legislatura
|                                                                                | Peter Brugger ✔️ Eletto | Partito Popolare Sudtirolese  | 47 182  | 41,32 |  |  |  |  |  |
|                                                                                | Luigi Candido Rosati    | Democrazia Cristiana          | 22 854  | 20,02 |  |  |  |  |  |
|                                                                                | O. Lucchi               | PSI-PSDI Unificati            | 15 390  | 13,48 |  |  |  |  |  |
|                                                                                | A. Mascagni             | PCI - PSIUP                   | 12 035  | 10,54 |  |  |  |  |  |
|                                                                                | D. Ardizzone            | Movimento Sociale Italiano    | 7 171   | 6,28  |  |  |  |  |  |
|                                                                                | C. Bertacchi            | Partito Liberale Italiano     | 5 709   | 5,00  |  |  |  |  |  |
|                                                                                | T. H. Hoffer            | Pst. Prog. Soc.               | 2 605   | 2,28  |  |  |  |  |  |
|                                                                                | G. Recla                | Partito Repubblicano Italiano | 1 229   | 1,08  |  |  |  |  |  |
| Totale                                                                         | Totale                  | Totale                        | 114 175 | 100   |  |  |  |  |  |
|                                                                                |                         |                               |         |       |  |  |  |  |  |
| Voti non validi                                                                | Voti non validi         | Voti non validi               | 5 652   | 4,72  |  |  |  |  |  |
| Votanti                                                                        | Votanti                 | Votanti                       | 119 827 | 95,23 |  |  |  |  |  |
| Elettori                                                                       | Elettori                | Elettori                      | 125 834 |       |  |  |  |  |  |
|                                                                                |                         |                               |         |       |  |  |  |  |  |
| Nota: quorum del 65% non raggiunto; ripartizione dei seggi a livello regionale |                         |                               |         |       |  |  |  |  |  |
| Data: 19 maggio 1968                                                           |                         |                               |         |       |  |  |  |  |  |
| Fonte: Ministero dell'interno                                                  |                         |                               |         |       |  |  |  |  |  |

#### VI legislatura
|                                                                                | Peter Brugger ✔️ Eletto        | PPST - PPTT                             | 42 283  | 34,96 |  |  |  |  |  |
|                                                                                | Livio Candido Rosati ✔️ Eletto | Democrazia Cristiana                    | 29 276  | 24,21 |  |  |  |  |  |
|                                                                                | L. Bertoldi                    | PCI - PSIUP                             | 11 617  | 9,61  |  |  |  |  |  |
|                                                                                | C. Emeri                       | Partito Socialista Italiano             | 11 287  | 9,33  |  |  |  |  |  |
|                                                                                | J. Dietl                       | Tirol                                   | 9 334   | 7,72  |  |  |  |  |  |
|                                                                                | D. 120947                      | Movimento Sociale Italiano              | 7 882   | 6,52  |  |  |  |  |  |
|                                                                                | D. Molignoni                   | Partito Socialista Democratico Italiano | 6 502   | 5,38  |  |  |  |  |  |
|                                                                                | G. Moretti                     | Partito Repubblicano Italiano           | 2 766   | 2,29  |  |  |  |  |  |
| Totale                                                                         | Totale                         | Totale                                  | 120 947 | 100   |  |  |  |  |  |
|                                                                                |                                |                                         |         |       |  |  |  |  |  |
| Voti non validi                                                                | Voti non validi                | Voti non validi                         | 6 415   | 5,04  |  |  |  |  |  |
| Votanti                                                                        | Votanti                        | Votanti                                 | 127 362 | 95,48 |  |  |  |  |  |
| Elettori                                                                       | Elettori                       | Elettori                                | 133 395 |       |  |  |  |  |  |
|                                                                                |                                |                                         |         |       |  |  |  |  |  |
| Nota: quorum del 65% non raggiunto; ripartizione dei seggi a livello regionale |                                |                                         |         |       |  |  |  |  |  |
| Data: 7 maggio 1972                                                            |                                |                                         |         |       |  |  |  |  |  |
| Fonte: Ministero dell'interno                                                  |                                |                                         |         |       |  |  |  |  |  |

#### VII legislatura
|                                                                                | Karl Mitterdorfer ✔️ Eletto | Partito Popolare Sudtirolese | 53 197  | 42,21 |  |  |  |  |  |
|                                                                                | Diego Uvietta               | Democrazia Cristiana         | 25 641  | 20,35 |  |  |  |  |  |
|                                                                                | Andrea Mascagni             | Partito Comunista Italiano   | 20 177  | 16,01 |  |  |  |  |  |
|                                                                                | Claudio Nolet               | Partito Socialista Italiano  | 12 085  | 9,59  |  |  |  |  |  |
|                                                                                | Giovanni Levrini            | PLI - PRI - PSDI             | 7 037   | 5,58  |  |  |  |  |  |
|                                                                                | Luigi Montali               | Movimento Sociale Italiano   | 5 341   | 4,24  |  |  |  |  |  |
|                                                                                | August Pardatscher          | Tirol                        | 2 543   | 2,02  |  |  |  |  |  |
| Totale                                                                         | Totale                      | Totale                       | 126 021 | 100   |  |  |  |  |  |
|                                                                                |                             |                              |         |       |  |  |  |  |  |
| Voti non validi                                                                | Voti non validi             | Voti non validi              | 5 046   | 3,85  |  |  |  |  |  |
| Votanti                                                                        | Votanti                     | Votanti                      | 131 067 | 95,25 |  |  |  |  |  |
| Elettori                                                                       | Elettori                    | Elettori                     | 137 606 |       |  |  |  |  |  |
|                                                                                |                             |                              |         |       |  |  |  |  |  |
| Nota: quorum del 65% non raggiunto; ripartizione dei seggi a livello regionale |                             |                              |         |       |  |  |  |  |  |
| Data: 20 giugno 1976                                                           |                             |                              |         |       |  |  |  |  |  |
| Fonte: Ministero dell'interno                                                  |                             |                              |         |       |  |  |  |  |  |

#### VIII legislatura
|                                                                                | Karl Mitterdorfer ✔️ Eletto | Partito Popolare Sudtirolese                 | 56 713  | 44,46 |  |  |  |  |  |
|                                                                                | Andrea Mascagni             | Democrazia Cristiana                         | 23 408  | 18,35 |  |  |  |  |  |
|                                                                                | Claudio Nolet               | Partito Comunista Italiano                   | 18 850  | 14,78 |  |  |  |  |  |
|                                                                                | A. Canestrini               | Partito Socialista Italiano                  | 8 646   | 6,78  |  |  |  |  |  |
|                                                                                | L. Montali                  | Partito Radicale                             | 5 847   | 4,58  |  |  |  |  |  |
|                                                                                | R. Branz                    | Movimento Sociale Italiano                   | 5 175   | 4,06  |  |  |  |  |  |
|                                                                                | E. Jenny                    | Partito Socialista Democratico Italiano      | 3 854   | 3,02  |  |  |  |  |  |
|                                                                                | E. Milan ved. Bresadola     | PRI - PST - Prog. Soc.                       | 2 883   | 2,26  |  |  |  |  |  |
|                                                                                | N. D'Orio                   | Partito Liberale Italiano                    | 1 676   | 1,31  |  |  |  |  |  |
|                                                                                | M. I. Greco in Gallippi     | Costituente di Destra - Democrazia Nazionale | 505     | 0,40  |  |  |  |  |  |
| Totale                                                                         | Totale                      | Totale                                       | 127 557 | 100   |  |  |  |  |  |
|                                                                                |                             |                                              |         |       |  |  |  |  |  |
| Voti non validi                                                                | Voti non validi             | Voti non validi                              | 5 441   | 4,09  |  |  |  |  |  |
| Votanti                                                                        | Votanti                     | Votanti                                      | 132 998 | 93,83 |  |  |  |  |  |
| Elettori                                                                       | Elettori                    | Elettori                                     | 141 748 |       |  |  |  |  |  |
|                                                                                |                             |                                              |         |       |  |  |  |  |  |
| Nota: quorum del 65% non raggiunto; ripartizione dei seggi a livello regionale |                             |                                              |         |       |  |  |  |  |  |
| Data: 3 giugno 1979                                                            |                             |                                              |         |       |  |  |  |  |  |
| Fonte: Ministero dell'interno                                                  |                             |                                              |         |       |  |  |  |  |  |

#### IX legislatura
|                                                                                | Karl Mitterdorfer ✔️ Eletto | Partito Popolare Sudtirolese            | 54 544  | 44,35 |  |  |  |  |  |
|                                                                                | Armando Bertorelle          | Democrazia Cristiana                    | 20 412  | 16,60 |  |  |  |  |  |
|                                                                                | Andrea Mascagni             | Partito Comunista Italiano              | 17 523  | 14,25 |  |  |  |  |  |
|                                                                                | Pier Giorgio Agostini       | Partito Socialista Italiano             | 9 066   | 7,37  |  |  |  |  |  |
|                                                                                | Luigi Montali               | Movimento Sociale Italiano              | 6 851   | 5,57  |  |  |  |  |  |
|                                                                                | Giuseppe Mengarda           | Partito Repubblicano Italiano           | 6 002   | 4,88  |  |  |  |  |  |
|                                                                                | Franca Berger               | Partito Radicale                        | 2 843   | 2,31  |  |  |  |  |  |
|                                                                                | Remo Branz                  | Partito Socialista Democratico Italiano | 2 585   | 2,10  |  |  |  |  |  |
|                                                                                | Graziano Catanzariti        | Partito Liberale Italiano               | 1 661   | 1,35  |  |  |  |  |  |
|                                                                                | Enrico Pruner               | Partito Popolare Trentino Tirolese      | 1 162   | 0,94  |  |  |  |  |  |
|                                                                                | Giovanni Dori               | Lista per Trieste                       | 331     | 0,27  |  |  |  |  |  |
| Totale                                                                         | Totale                      | Totale                                  | 122 980 | 100   |  |  |  |  |  |
|                                                                                |                             |                                         |         |       |  |  |  |  |  |
| Voti non validi                                                                | Voti non validi             | Voti non validi                         | 10 538  | 7,89  |  |  |  |  |  |
| Votanti                                                                        | Votanti                     | Votanti                                 | 133 518 | 91,52 |  |  |  |  |  |
| Elettori                                                                       | Elettori                    | Elettori                                | 145 888 |       |  |  |  |  |  |
|                                                                                |                             |                                         |         |       |  |  |  |  |  |
| Nota: quorum del 65% non raggiunto; ripartizione dei seggi a livello regionale |                             |                                         |         |       |  |  |  |  |  |
| Data: 26 giugno 1983                                                           |                             |                                         |         |       |  |  |  |  |  |
| Fonte: Ministero dell'interno                                                  |                             |                                         |         |       |  |  |  |  |  |

#### X legislatura
|                                                                                | Roland Riz ✔️ Eletto | Partito Popolare Sudtirolese   | 56 163  | 41,97 |  |  |  |  |  |
|                                                                                | A. Mitolo            | Movimento Sociale Italiano     | 24 067  | 17,98 |  |  |  |  |  |
|                                                                                | A. Magnabosco        | Democrazia Cristiana           | 16 090  | 12,02 |  |  |  |  |  |
|                                                                                | Claudio Nolet        | PSI - PSDI - PR - Verdi        | 16 039  | 11,98 |  |  |  |  |  |
|                                                                                | L. Brtoldi           | Partito Comunista Italiano     | 11 414  | 8,53  |  |  |  |  |  |
|                                                                                | J. Stieler           | Partito Sud Tirolese           | 3 505   | 2,62  |  |  |  |  |  |
|                                                                                | F. Rispoli           | Partito Repubblicano Italiano  | 2 636   | 1,97  |  |  |  |  |  |
|                                                                                | G. Giardini          | Democrazia Proletaria          | 1 539   | 1,15  |  |  |  |  |  |
|                                                                                | A. Augscheller       | Liga Veneta - Pensionati Uniti | 1 161   | 0,87  |  |  |  |  |  |
|                                                                                | A. Seno              | Partito Liberale Italiano      | 1 080   | 0,81  |  |  |  |  |  |
|                                                                                | G. Muriti            | Alleanza Popolare Pensionati   | 137     | 0,10  |  |  |  |  |  |
| Totale                                                                         | Totale               | Totale                         | 133 831 | 100   |  |  |  |  |  |
|                                                                                |                      |                                |         |       |  |  |  |  |  |
| Voti non validi                                                                | Voti non validi      | Voti non validi                | 6 219   | 4,44  |  |  |  |  |  |
| Votanti                                                                        | Votanti              | Votanti                        | 140 050 | 92,57 |  |  |  |  |  |
| Elettori                                                                       | Elettori             | Elettori                       | 151 284 |       |  |  |  |  |  |
|                                                                                |                      |                                |         |       |  |  |  |  |  |
| Nota: quorum del 65% non raggiunto; ripartizione dei seggi a livello regionale |                      |                                |         |       |  |  |  |  |  |
| Data: 14 giugno 1987                                                           |                      |                                |         |       |  |  |  |  |  |
| Fonte: Ministero dell'interno                                                  |                      |                                |         |       |  |  |  |  |  |

#### XI legislatura
|                                                                                | Karl Ferrari ✔️ Eletto | Partito Popolare Sudtirolese         | 30 411  | 31,09 |  |  |  |  |  |
|                                                                                | Pietro Mitolo          | Movimento Sociale Italiano           | 15 530  | 15,88 |  |  |  |  |  |
|                                                                                | Gaetano Marcon         | Democrazia Cristiana                 | 12 553  | 12,83 |  |  |  |  |  |
|                                                                                | Alexander Langer       | Federazione dei Verdi                | 11 307  | 11,56 |  |  |  |  |  |
|                                                                                | Pierre Carniti         | Partito Socialista Italiano          | 9 772   | 9,99  |  |  |  |  |  |
|                                                                                | Silvano Bassetti       | Senza Confini                        | 6 039   | 6,17  |  |  |  |  |  |
|                                                                                | Carlo Tonini           | Lega Nord                            | 4 917   | 5,03  |  |  |  |  |  |
|                                                                                | Pietro Venturini       | Partito Repubblicano Italiano        | 3 067   | 3,14  |  |  |  |  |  |
|                                                                                | Paolo Bassani          | Partito Liberale Italiano            | 2 197   | 2,25  |  |  |  |  |  |
|                                                                                | Alfons Holzer          | Federalismo - Pensionati Uomini Vivi | 2 026   | 2,07  |  |  |  |  |  |
| Totale                                                                         | Totale                 | Totale                               | 97 819  | 100   |  |  |  |  |  |
|                                                                                |                        |                                      |         |       |  |  |  |  |  |
| Voti non validi                                                                | Voti non validi        | Voti non validi                      | 6 833   | 6,53  |  |  |  |  |  |
| Votanti                                                                        | Votanti                | Votanti                              | 104 652 | 92,63 |  |  |  |  |  |
| Elettori                                                                       | Elettori               | Elettori                             | 112 979 |       |  |  |  |  |  |
|                                                                                |                        |                                      |         |       |  |  |  |  |  |
| Nota: quorum del 65% non raggiunto; ripartizione dei seggi a livello regionale |                        |                                      |         |       |  |  |  |  |  |
| Data: 5 aprile 1992                                                            |                        |                                      |         |       |  |  |  |  |  |
| Fonte: Ministero dell'interno                                                  |                        |                                      |         |       |  |  |  |  |  |

## 1993-2017

### Territorio
Il collegio di Bolzano era uno dei 6 collegi uninominali in cui era suddiviso il Trentino-Alto Adige; comprendeva i seguenti comuni: Aldino, Anterivo, Appiano sulla Strada del Vino, Bolzano, Bronzolo, Caldaro sulla Strada del Vino, Cornedo all'Isarco, Cortaccia sulla Strada del Vino, Cortina sulla Strada del Vino, Egna, Laives, Magrè sulla Strada del Vino, Montagna sulla Strada del Vino, Ora, Salorno sulla Strada del Vino, Termeno sulla Strada del Vino, Trodena nel parco naturale e Vadena. 
| Elezione | Elezione | Senatore          | Partito                                         |
| -------- | -------- | ----------------- | ----------------------------------------------- |
|          | 1994     | Karl Ferrari      | Südtiroler Volkspartei                          |
|          | 1996     | Adriana Pasquali  | Polo per le Libertà (AN)                        |
|          | 2001     | Oskar Peterlini   | Südtiroler Volkspartei-L'Ulivo                  |
|          | 2006     | Oskar Peterlini   | L'Unione-Südtiroler Volkspartei                 |
|          | 2008     | Oskar Peterlini   | Südtiroler Volkspartei-Insieme per le Autonomie |
|          | 2013     | Francesco Palermo | Partito Democratico-Südtiroler Volkspartei      |

### Dati elettorali

#### XII legislatura
|                               | Karl Ferrari ✔️ Eletto | Südtiroler Volkspartei       | 33 684  | 34,15 |  |  |  |  |  |
|                               | Arnaldo Loner          | Autonomia Democrazia         | 24 151  | 24,49 |  |  |  |  |  |
|                               | Ruggero Benussi        | Alleanza Nazionale           | 23 343  | 23,67 |  |  |  |  |  |
|                               | Carlo Fustos Ermen     | Polo delle Libertà           | 15 530  | 15,74 |  |  |  |  |  |
|                               | Daniela Riolfatti      | Partito della Legge Naturale | 1 927   | 1,95  |  |  |  |  |  |
| Totale                        | Totale                 | Totale                       | 98 635  | 100   |  |  |  |  |  |
|                               |                        |                              |         |       |  |  |  |  |  |
| Voti non validi               | Voti non validi        | Voti non validi              | 6 648   | 6,31  |  |  |  |  |  |
| Votanti                       | Votanti                | Votanti                      | 105 283 | 91,82 |  |  |  |  |  |
| Elettori                      | Elettori               | Elettori                     | 114 667 |       |  |  |  |  |  |
|                               |                        |                              |         |       |  |  |  |  |  |
| Data: 27-28 marzo 1994        |                        |                              |         |       |  |  |  |  |  |
| Fonte: Ministero dell'interno |                        |                              |         |       |  |  |  |  |  |

#### XIII legislatura
|                               | Adriana Pasquali ✔️ Eletta | Polo per le Libertà          | 33 518  | 35,16 |  |  |  |  |  |
|                               | Giuseppina Di Gesaro       | L'Ulivo                      | 25 695  | 26,95 |  |  |  |  |  |
|                               | Karl Ferrari               | Südtiroler Volkspartei       | 24 689  | 25,89 |  |  |  |  |  |
|                               | Johann Stieler             | Union für Südtirol           | 5 381   | 5,64  |  |  |  |  |  |
|                               | Guido Casanova             | Lega Nord                    | 4 579   | 4,80  |  |  |  |  |  |
|                               | Agnes Christianell         | Partito della Legge Naturale | 1 481   | 1,55  |  |  |  |  |  |
| Totale                        | Totale                     | Totale                       | 95 343  | 100   |  |  |  |  |  |
|                               |                            |                              |         |       |  |  |  |  |  |
| Voti non validi               | Voti non validi            | Voti non validi              | 9 316   | 8,90  |  |  |  |  |  |
| Votanti                       | Votanti                    | Votanti                      | 104 659 | 89,19 |  |  |  |  |  |
| Elettori                      | Elettori                   | Elettori                     | 117 340 |       |  |  |  |  |  |
|                               |                            |                              |         |       |  |  |  |  |  |
| Data: 21 aprile 1996          |                            |                              |         |       |  |  |  |  |  |
| Fonte: Ministero dell'interno |                            |                              |         |       |  |  |  |  |  |

#### XIV legislatura
|                               | Oskar Peterlini ✔️ Eletto | Südtiroler Volkspartei               | 53 439  | 54,57 |  |  |  |  |  |
|                               | Adriana Pasquali          | Casa delle Libertà                   | 33 237  | 33,94 |  |  |  |  |  |
|                               | Viviana Delli Zotti       | Lista di Pietro                      | 4 803   | 4,90  |  |  |  |  |  |
|                               | Fabio Visentin            | Partito della Rifondazione Comunista | 3 485   | 3,56  |  |  |  |  |  |
|                               | Enrico Hell               | Pannella-Bonino                      | 2 970   | 3,03  |  |  |  |  |  |
| Totale                        | Totale                    | Totale                               | 97 934  | 100   |  |  |  |  |  |
|                               |                           |                                      |         |       |  |  |  |  |  |
| Voti non validi               | Voti non validi           | Voti non validi                      | 7 048   | 6,71  |  |  |  |  |  |
| Votanti                       | Votanti                   | Votanti                              | 104 982 | 86,37 |  |  |  |  |  |
| Elettori                      | Elettori                  | Elettori                             | 121 554 |       |  |  |  |  |  |
|                               |                           |                                      |         |       |  |  |  |  |  |
| Data: 13 maggio 2001          |                           |                                      |         |       |  |  |  |  |  |
| Fonte: Ministero dell'interno |                           |                                      |         |       |  |  |  |  |  |

#### XV legislatura
|                               | Oskar Peterlini ✔️ Eletto | Südtiroler Volkspartei             | 56 988  | 57,89 |  |  |  |  |  |
|                               | Giovanni Benussi          | Alleanza Nazionale                 | 33 515  | 34,05 |  |  |  |  |  |
|                               | Raffaele De Matteis       | Movimento Sociale Fiamma Tricolore | 3 203   | 3,25  |  |  |  |  |  |
|                               | Stefan Gutweniger         | Die Freiheitlichen                 | 2 685   | 2,73  |  |  |  |  |  |
|                               | Giuseppe Criaco           | Partito Pensionati                 | 2 049   | 2,08  |  |  |  |  |  |
| Totale                        | Totale                    | Totale                             | 98 440  | 100   |  |  |  |  |  |
|                               |                           |                                    |         |       |  |  |  |  |  |
| Voti non validi               | Voti non validi           | Voti non validi                    | 4 788   | 4,64  |  |  |  |  |  |
| Votanti                       | Votanti                   | Votanti                            | 103 228 | 88,60 |  |  |  |  |  |
| Elettori                      | Elettori                  | Elettori                           | 116 509 |       |  |  |  |  |  |
|                               |                           |                                    |         |       |  |  |  |  |  |
| Data: 9-10 aprile 2006        |                           |                                    |         |       |  |  |  |  |  |
| Fonte: Ministero dell'interno |                           |                                    |         |       |  |  |  |  |  |

#### XVI legislatura
|                               | Oskar Peterlini ✔️ Eletto | Südtiroler Volkspartei       | 43 235  | 46,08 |  |  |  |  |  |
|                               | Maurizio Vezzali          | Il Popolo della Libertà      | 26 265  | 28,00 |  |  |  |  |  |
|                               | Sandro Angelucci          | La Sinistra l'Arcobaleno     | 8 539   | 9,10  |  |  |  |  |  |
|                               | Sandro Repetto            | Unione di Centro             | 5 528   | 5,89  |  |  |  |  |  |
|                               | Luigi Schiatti            | La Destra - Fiamma Tricolore | 4 947   | 5,27  |  |  |  |  |  |
|                               | Arno Mall                 | Die Freiheitlichen           | 3 433   | 3,66  |  |  |  |  |  |
|                               | Franz Gasser              | Union für Südtirol           | 1 872   | 2,00  |  |  |  |  |  |
| Totale                        | Totale                    | Totale                       | 93 819  | 100   |  |  |  |  |  |
|                               |                           |                              |         |       |  |  |  |  |  |
| Voti non validi               | Voti non validi           | Voti non validi              | 5 461   | 5,50  |  |  |  |  |  |
| Votanti                       | Votanti                   | Votanti                      | 99 280  | 85,07 |  |  |  |  |  |
| Elettori                      | Elettori                  | Elettori                     | 116 698 |       |  |  |  |  |  |
|                               |                           |                              |         |       |  |  |  |  |  |
| Data: 13-14 aprile 2008       |                           |                              |         |       |  |  |  |  |  |
| Fonte: Ministero dell'interno |                           |                              |         |       |  |  |  |  |  |

#### XVII legislatura
|                               | Francesco Palermo ✔️ Eletto         | Partito Democratico - Südtiroler Volkspartei | 47 623  | 51,80 |  |  |  |  |  |
|                               | Maria Teresa Fortini                | Movimento 5 Stelle                           | 14 335  | 15,59 |  |  |  |  |  |
|                               | Mario Tagnin                        | Il Popolo della Libertà                      | 11 480  | 12,49 |  |  |  |  |  |
|                               | Christian Trafoier                  | Die Freiheitlichen                           | 7 347   | 7,99  |  |  |  |  |  |
|                               | Alessandro Urzì                     | L'Alto Adige nel Cuore                       | 4 054   | 4,41  |  |  |  |  |  |
|                               | Giorgio Holzmann                    | Fratelli d'Italia                            | 2 365   | 2,57  |  |  |  |  |  |
|                               | Fera Iris Franceschini              | Rivoluzione Civile                           | 1 597   | 1,74  |  |  |  |  |  |
|                               | Maurizio Puglisi Ghizzi             | CasaPound Italia                             | 1 159   | 1,26  |  |  |  |  |  |
|                               | Franco Staffa                       | Fare per Fermare il Declino                  | 920     | 1,00  |  |  |  |  |  |
|                               | Eriprando Della Torre di Valsassina | La Destra                                    | 633     | 0,69  |  |  |  |  |  |
|                               | Oscar Ferrari                       | Partito per Tutti - Partei für Alle          | 426     | 0,46  |  |  |  |  |  |
| Totale                        | Totale                              | Totale                                       | 91 939  | 100   |  |  |  |  |  |
|                               |                                     |                                              |         |       |  |  |  |  |  |
| Voti non validi               | Voti non validi                     | Voti non validi                              | 4 924   | 5,08  |  |  |  |  |  |
| Votanti                       | Votanti                             | Votanti                                      | 96 863  | 82,63 |  |  |  |  |  |
| Elettori                      | Elettori                            | Elettori                                     | 117 224 |       |  |  |  |  |  |
|                               |                                     |                                              |         |       |  |  |  |  |  |
| Data: 24-25 febbraio 2013     |                                     |                                              |         |       |  |  |  |  |  |
| Fonte: Ministero dell'interno |                                     |                                              |         |       |  |  |  |  |  |